# Backlash (2001)
Backlash (2001) là một sự kiện pay-per-view (PPV) đấu vật chuyên nghiệp sản xuất bởi World Wrestling Federation (WWF) và được tài trợ bởi Castrol GTX, diễn ra ngày 29 tháng 4 năm 2001, tại Allstate Arena ở Rosemont, Illinois, và là sự kiện Backlash thứ 3. Có 7 trận đấu được diễn ra.
Sự kiện chính là trận đấu đồng đội "Winner take all" khi WWF Champion Stone Cold Steve Austin bắt cặp với đồng đội ở Power Trip, và đương kim Intercontinental Champion Triple H, đấu với đương kim WWF Tag Team Champions, The Brothers of Destruction (The Undertaker và Kane). Hình thức là nếu Austin và Triple H thắng, họ sẽ trở thành vô địch đồng đội mới. Nếu Undertaker và Kane thắng, đai WWF và Intercontinental Championship sẽ được trao cho người có pha pinfall. The Power Trip giành chiến thắng sau khi Triple H đánh Kane với cây sledgehammer, vì vậy giành đai vô địch đồng đội và đai vô địch của chính họ.
Các trận đấu tâm điểm gồm trận đấu Last Man Standing giữa Shane McMahon và The Big Show, và McMahon giành chiến thắng, và trận đấu đòn khóa Ultimate giữa Chris Benoit và Kurt Angle, Benoit giành phần thắng. Backlash 2001 cũng là sự kiện pay-per-view WWE cuối cùng có sự xuất hiện của đai WWF Intercontinental Championship trong sự kiện chính.

## Kết quả
| # | Kết quả | Thể loại                                                                             | Thời gian |
| --- | --- | ------------------------------------------------------------------------------------ | --------- |
| 1H | Jerry Lynn đánh bại Crash Holly (c) | Trận đấu đơn for the WWF Light Heavyweight Championship                              | 03:37     |
| 2H | Lita đánh bại Molly Holly | Trận đấu đơn                                                                         | 02:40     |
| 3 | X-Factor (Albert, Justin Credible và X-Pac) đánh bại The Dudley Boyz (Bubba Ray Dudley, D-Von Dudley và Spike Dudley)                                            | Trận đấu đồng đội 6 người                                                            | 07:59     |
| 4 | Rhyno (c) đánh bại Raven | Trận đấu Hardcore tranh đai WWF Hardcore Championship                                | 08:10     |
| 5 | William Regal đánh bại Chris Jericho | Trận đấu Duchess of Queensbury Rules                                                 | 12:11     |
| 6 | Chris Benoit đánh bại Kurt Angle 4-3 in sudden death overtime | Ultimate Trận đấu đòn khóa 30 phút                                                   | 31:31     |
| 7 | Shane McMahon đánh bại Big Show | Trận đấu Last Man Standing                                                           | 11:53     |
| 8 | Matt Hardy (c) đánh bại Christian và Eddie Guerrero | Trận đấu Triple Threat tranh đai WWF European Championship                           | 06:52     |
| 9 | The Power Trip (Stone Cold Steve Austin và Triple H) (c) (cùng với Stephanie McMahon-Helmsley) đánh bại The Brothers of Destruction (Kane và The Undertaker) (c) | Trận đấu đồng đội tranh đai WWF Tag Team, WWF Intercontinental, và WWF Championships | 27:11     |
| - (c) – chỉ người vô địch bước vào trận đấu - H – chỉ trận đấu được phát sóng trước pay-per-view tại Sunday Night Heat | |                                                                                      |           |